# Conrad Freyberg
Conrad Freyberg (né le 14 mars 1842 à Stettin et mort le 16 octobre 1915 à Berlin) est un peintre et sculpteur prussien.

## Biographie
Conrad Freyberg se forme à l'Académie des beaux-arts de Berlin puis entre dans l'atelier de Carl Steffeck, suivant le modèle duquel il se consacre à la peinture de soldats et de chevaux. Il se trouve rapidement une spécialité dans le portrait équestre individuel ainsi que dans des groupes entiers de cavaliers à plus petite échelle, qu'il développe avec beaucoup de chance en combinant la ressemblance du portrait avec une représentation élégante.
De là, il passe à des représentations de moments plus calmes de la guerre franco-prussienne, plus riches en figures, dont le prince Hohenlohe à Clamart devant Paris, arrivée du prince Frédéric-Charles de Prusse sur le champ de bataille de Mars-la-Tour, la reddition de Metz (1877), le défilé des drapeaux du prince Frédéric-Charles(1883) et le défilé sur le Longchamp devant Paris méritent une mention spéciale.
Il est moins heureux dans les portraits équestres grandeur nature. Parmi les plus petits groupes de cavaliers et de portraits, les plus importants sont : le prince Charles de Prusse avec son entourage devant Paris (1872), la promenade à cheval du prince Charles lors d'une chasse à la force (1876), le groupe d'officiers de la Garde du Corps (1875), et chasse au tribunal à Letzlingen (1881). En 1901, avec Eugen Boermel, il crée le monument du prince Albert de Prusse à Berlin-Charlottenbourg.
Conrad Freyberg est mort à Berlin en 1915 à l'âge de 73 ans. Il est inhumé au cimetière III de Jérusalem et la Nouvelle Église face à la porte de Halle. La tombe n'a pas survécu.

## Sélection d'œuvres

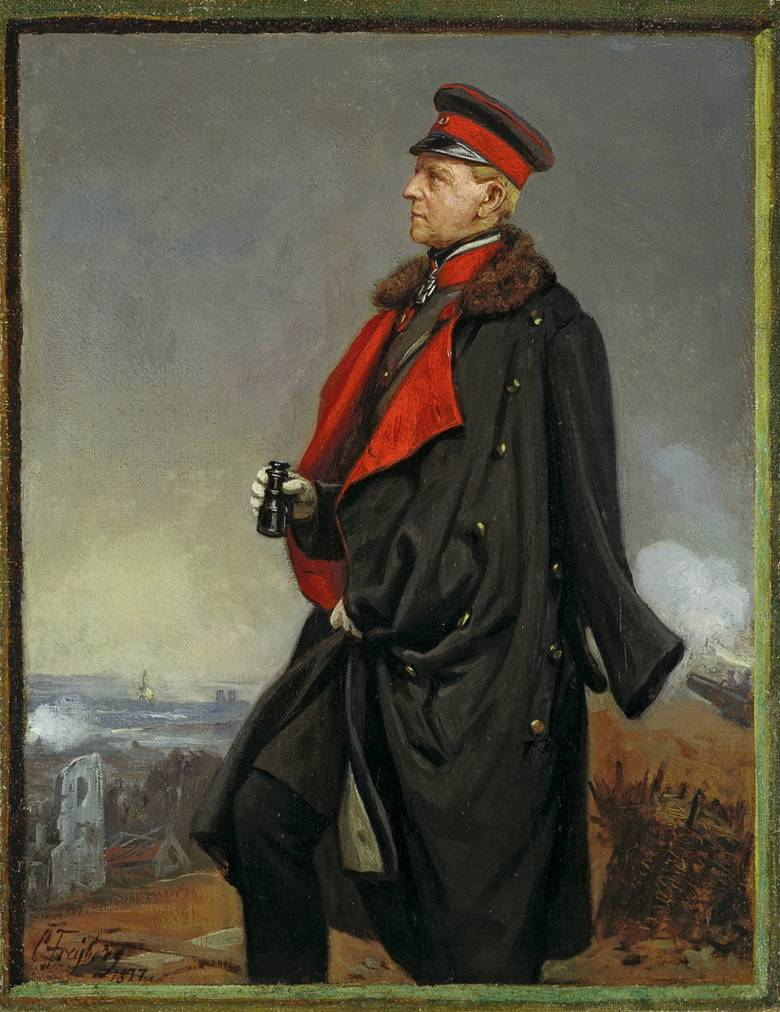
Helmuth Karl Bernhard von Moltke (1877)
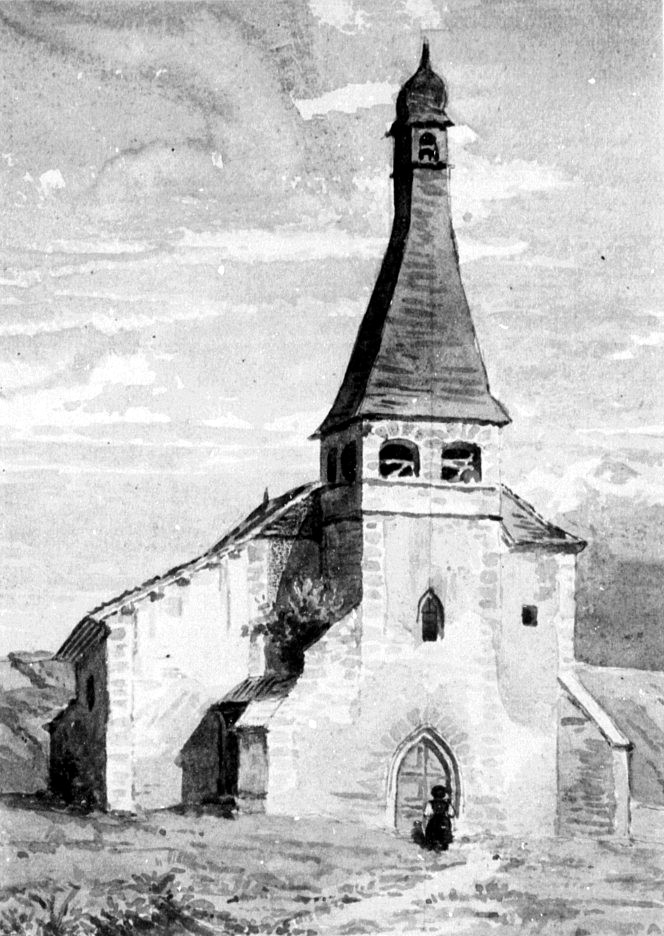
Église en Norvège (étude attribuée)
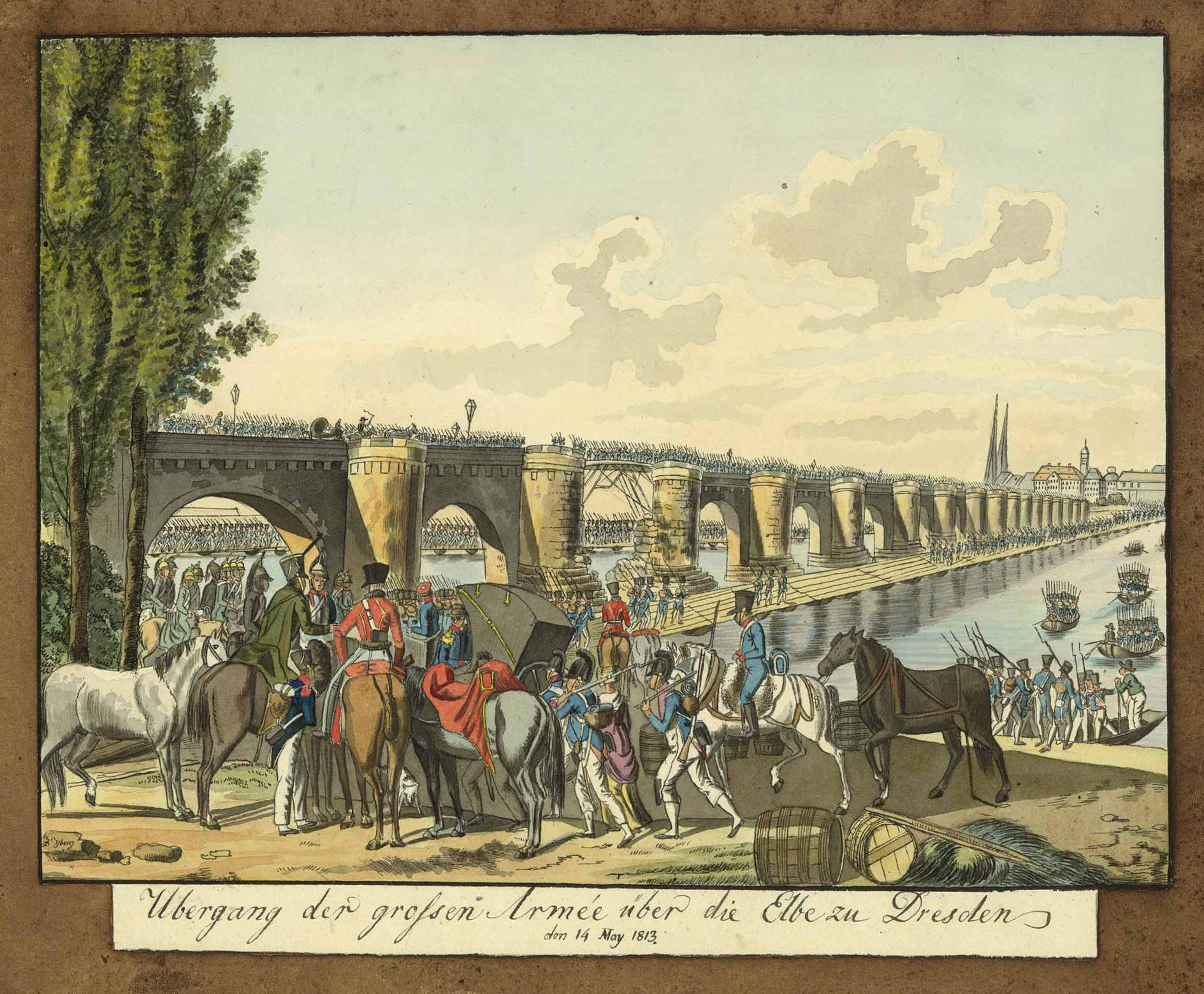
Passage de l'Elbe par la Grande Armée à Dresde en 1813
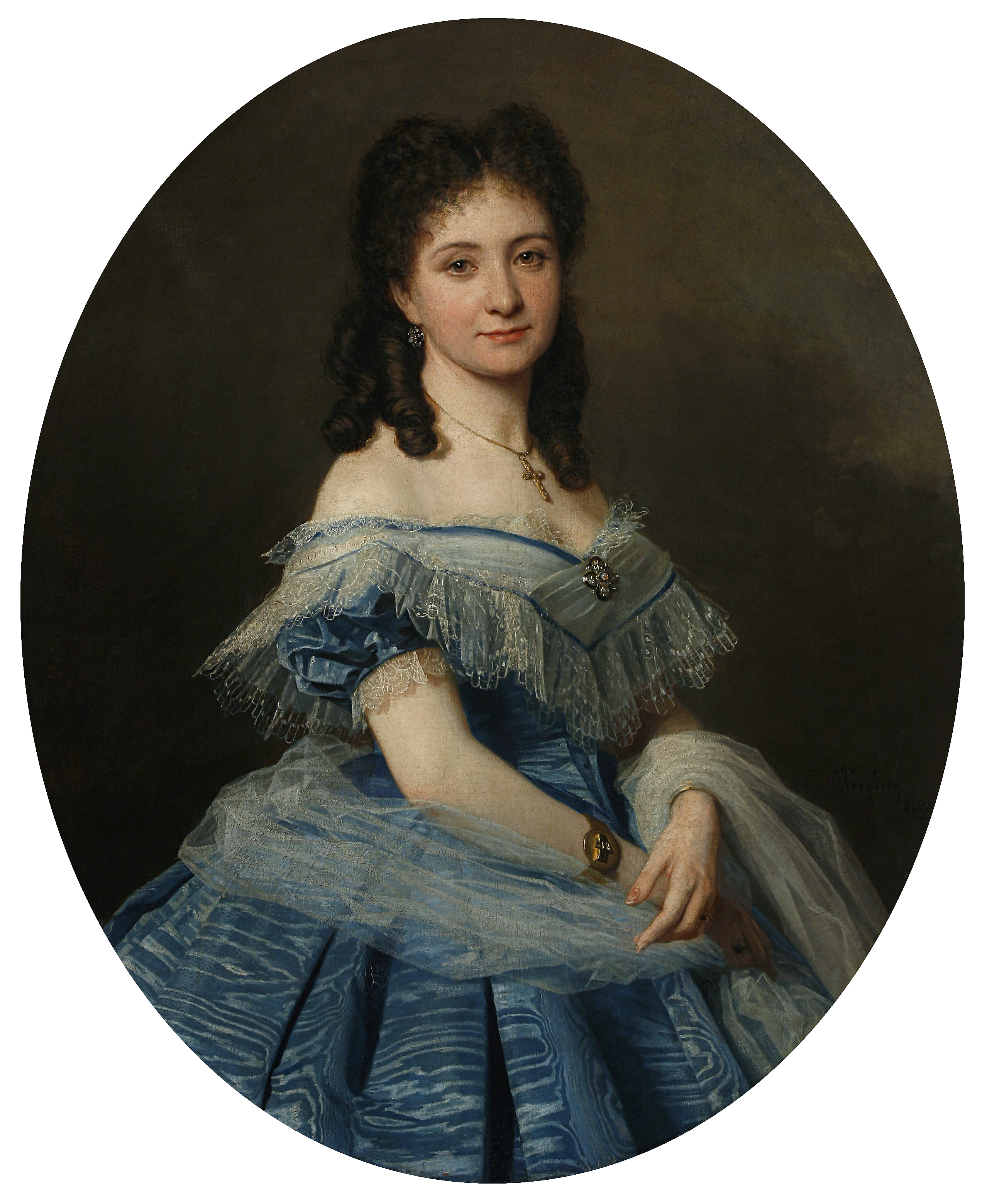
La chanteuse Luise Limbach (1868)